# Mohamed Ismail Ibrahim
Mohamed Ismail Ibrahim (arabisch محمد إسماعيل إبراهيم; * 1. Januar 1997) ist ein dschibutischer Leichtathlet, der sich auf den Hindernislauf spezialisiert hat, aber auch in anderen Distanzen der Mittel- und Langstrecke an den Start geht. Er ist aktueller Inhaber der Landesrekorde über 3000, 5000 und 10.000 Meter sowie im 3000-Meter-Hindernislauf. 2024 wurde er in Douala Afrikameister im 5000-Meter-Lauf.

## Sportliche Laufbahn
Erste internationale Erfahrungen sammelte Mohamed Ismail Ibrahim 2012 bei den Afrikameisterschaften in Porto-Novo, bei denen er im 5000-Meter-Lauf in 14:36,31 min den 14. Platz belegte. Im Jahr darauf erreichte er bei den Jugendafrikameisterschaften in Warri über 3000 Meter in 8:29,33 min den sechsten Platz, wie auch im 2000-Meter-Hindernislauf in 5:59,31 min. 2014 nahm er im 1500-Meter-Lauf an den Olympischen Jugendspielen in Nanjing teil und gewann dort in 3:45,72 min die Bronzemedaille. 2015 wurde er bei den Juniorenafrikameisterschaften in Addis Abeba in 9:47,38 min Sechster im Hindernislauf und belegte daraufhin bei den Arabischen Meisterschaften in Madinat Isa in 8:39,46 min den fünften Platz. Er qualifizierte sich auch für die Weltmeisterschaften in Peking, ging dort aber kurzfristig nicht an den Start. Im Jahr darauf klassierte er sich bei den U20-Weltmeisterschaften in Bydgoszcz in 8:42,38 min auf dem zehnten Platz und nahm anschließend im Hindernislauf an den Olympischen Spielen in Rio de Janeiro teil, erreichte dort mit 5:53,10 min aber nicht das Finale.
2017 gewann er bei den Islamic Solidarity Games in Baku in 8:31,59 min die Silbermedaille hinter dem Marokkaner Mohamed Tindouft. Zudem sicherte er sich über 5000 Meter mit neuer Bestleistung von 13:29,29 min die Bronzemedaille hinter den Marokkanern Younès Essalhi und Soufiane Bouqantar. Anschließend siegte er bei den Arabischen Meisterschaften in Radès in 3:52,38 min über 1500 Meter sowie in 8:42,25 min auch im Hindernislauf. In dieser Disziplin qualifizierte er sich erneut für die Weltmeisterschaften in London, bei denen er aber mit 8:33,77 min im Vorlauf ausschied. 2018 nahm er an den Afrikameisterschaften in Asaba teil und klassierte sich dort mit 8:48,25 min auf dem elften Platz. Im Jahr darauf belegte er bei den Arabischen Meisterschaften in Kairo in 8:56,73 min den vierten Platz und wurde bei den Afrikaspielen in Rabat in 8:42,59 min Achter. 2022 siegte er in 8:24,67 min beim Meeting Jaen Paraiso Interior und schied anschließend bei den Weltmeisterschaften in Eugene mit 8:25,85 min im Vorlauf aus. Daraufhin gewann er bei den Islamic Solidarity Games in Konya in 8:58,92 min die Silbermedaille hinter dem Marokkaner Abderrafia Bouassel. Im Jahr darauf siegte er in 13:29,71 min über 5000 Meter beim Meeting International Djibouti sowie in 14:07,0 min beim Grand Prix International de Douala. Im Juni siegte er dann in 14:27,97 min bei den Arabischen Meisterschaften in Marrakesch sowie im August in 13:22,44 min bei den Spielen der Frankophonie in Kinshasa und sicherte sich dort in 8:55,36 min auch die Goldmedaille über 3000 Meter Hindernis. Kurz darauf gelangte er bei den Weltmeisterschaften in Budapest mit 13:23,89 min im Finale auf Rang elf über 5000 Meter. 2024 gelangte er bei den Hallenweltmeisterschaften in Glasgow mit 7:50,05 min auf den neunten Platz über 3000 Meter. Kurz darauf wurde er bei den Afrikaspielen in Accra in 30:12,76 min Elfter über 10.000 Meter. Im Juni siegte er in 13:38,38 min über 5000 Meter bei den Afrikameisterschaften in Douala. Anschließend verpasste er bei den Olympischen Spielen in Paris mit 13:57,47 min den Finaleinzug.

## Persönliche Bestzeiten
- 1500 Meter: 3:36,98 min, 8. Juli 2017 in Kortrijk
  - 1500 Meter (Halle): 3:44,26 min, 24. Februar 2017 in Madrid
- 3000 Meter: 7:36,29 min, 25. März 2022 in Dschibuti
  - 3000 Meter (Halle): 7:50,05 min, 2. März 2024 in Glasgow
- 5000 Meter: 12:56,43 min, 15. Mai 2024 in Stockholm (dschibutischer Rekord)
- 10.000 Meter: 27:22,38 min, 18. Mai 2024 in London (dschibutischer Rekord)
- 3000 m Hindernis: 8:22,17 min, 12. Juni 2021 in Nizza (dschibutischer Rekord)
- 10-km-Straßenlauf: 27:27 min, 14. Januar 2024 in Valencia (dschibutischer Rekord)